# Gzy (gemeente)
De gemeente Gzy is een landgemeente in het Poolse woiwodschap Mazovië, in powiat Pułtuski.
De zetel van de gemeente is in Gzy.
Op 30 juni 2004 telde de gemeente 4110 inwoners.

## Oppervlakte gegevens
In 2002 bedroeg de totale oppervlakte van gemeente Gzy 104,44 km², waarvan:
- agrarisch gebied: 88%
- bossen: 7%

De gemeente beslaat 12,6% van de totale oppervlakte van de powiat.

## Demografie
Stand op 30 juni 2004:
| Omschrijving                   | Totaal | Totaal | Vrouwen | Vrouwen | Mannen | Mannen |
| ------------------------------ | ------ | ------ | ------- | ------- | ------ | ------ |
| eenheid                        | aantal | %      | aantal  | %       | aantal | %      |
| inwoners                       | 4110   | 100    | 2022    | 49,2    | 2088   | 50,8   |
| bevolkingsdichtheid (inw./km²) | 39,4   | 39,4   | 19,4    | 19,4    | 20     | 20     |

In 2002 bedroeg het gemiddelde inkomen per inwoner 1366,33 zł.

## Administratieve plaatsen (sołectwo)
Begno, Borza-Strumiany, Gotardy, Grochy-Imbrzyki, Grochy-Serwatki, Gzy, Gzy-Wisnowa, Kęsy-Wypychy, Kozłowo, Kozłówka, Łady-Krajęczyno, Mierzeniec, Nowe Borza, Nowe Przewodowo, Nowe Skaszewo, Ołdaki, Ostaszewo-Pańki, Ostaszewo Wielkie, Ostaszewo-Włuski, Pękowo, Porzowo, Przewodowo-Majorat, Przewodowo-Parcele, Przewodowo Poduchowne, Sisice, Skaszewo Włościańskie, Stare Grochy, Słończewo, Sulnikowo, Szyszki Włościańskie, Tąsewy, Wójty-Trojany, Zalesie, Żebry-Falbogi, Żebry-Wiatraki.

## Overige plaatsen
Borza-Przechy, Dębiny, Grochy-Krupy, Kałęczyn, Kęsy-Pańki, Marcisze, Ołdaki-Stefanowo, Szyszki-Folwark, Wysocki, Zalesie-Grzymały, Zalesie-Pacuszki, Żebry-Włosty, Żeromin Drugi.

## Aangrenzende gemeenten
Gołymin-Ośrodek, Karniewo, Pułtusk, Sońsk, Świercze, Winnica